# Tercera posició
La Tercera posició, és el nom que s'aplica als corrents polítics que busquen emfatitzar la seva posició contrària tant al comunisme com al capitalisme, essent antimarxistes i antiliberals, es presenten a si mateixos com més enllà de l'espectre polític que situa als partits polítics a esquerra i la dreta. No obstant això, tots els moviments que han reclamat aquesta qualificació han estat identificats amb el feixisme, promouen polítiques de tall nacionalista i populista, i promulguen una revolució que reivindiqui els valors tradicionals o valors populars que veuen sota amenaça.
Històricament va ser la postura que van plantejar tant el feixisme italià, com altres moviments anàlegs (nacionalsocialisme alemany, Falange Espanyola, les JONS de Ramiro Ledesma, la Guàrdia de Ferro romanesa, Rexisme belga ...) sorgits en el període d'entreguerres (1918-1939), després de la revolució bolxevic i coincidint amb la crisi del model liberal, tant en política (era habitual titllar a la democràcia liberal com decadent) com en economia (crisi de 1929). S'ha relacionat també amb la doctrina social de l'Església i l'encíclica Quadragesimo anno de Pius XI. També va utilitzar aquesta ubicació el peronisme a Argentina. L'expresident argentí Juan Perón (president de 1946 a 1955, 1973-74) va definir la seva doctrina, com una tercera posició entre capitalisme i el socialisme. En particular, el seu primer govern es va caracteritzar per un híbrid entre el corporativisme i les iniciatives de benestar social. El peronisme no tenia prejudicis racials, però tenia una afinitat cap al nazisme alemany, feixisme italià i una antipatia cap als jueus. Perón se sap que admirar Benito Mussolini i va rebre l'ajuda del dictador feixista d'Espanya, Francisco Franco, durant el seu exili en aquest país.
En canvi, no se sol relacionar amb altres moviments posteriors a la Segona Guerra Mundial, com el tercermundisme. De finals del segle XX fins als nostres dies el terme és reivindicat per diferents moviments que etiquetats com a alternatius o nacional-revolucionaris, solen utilitzar com a símbols la Creu celta i el Wolfsangel (a Itàlia). La similitud en el nom amb el moviment intel·lectual i polític denominat Tercera via (d'orientació socialdemòcrata, preconitzat per Anthony Giddens i Tony Blair al Regne Unit), ha estat utilitzat de forma despectiva per Ignacio Ramonet (periodista antiglobalització de França) per observar-hi un paral·lelisme conceptual.